# أنيسة جونز
أنيسة جونز (بالإنجليزية: Anissa Jones)‏ هي ممثلة أمريكية، ولدت في 11 مارس 1958 في الولايات المتحدة، وتوفيت بنفس المكان في 28 أغسطس 1976 بسبب جرعة زائدة.

## وصلات خارجية
- أنيسة جونز على موقع IMDb (الإنجليزية)
- أنيسة جونز على موقع ألو سيني (الفرنسية)
- أنيسة جونز على موقع أول موفي (الإنجليزية)
- أنيسة جونز على موقع إن إن دي بي (الإنجليزية)
- أنيسة جونز على موقع قاعدة بيانات الفيلم (الإنجليزية)
- أنيسة جونز على موقع كينوبويسك (الروسية)